# Marcin Żewłakow
Marcin Żewłakow (Varsavia, 22 aprile 1976) è un ex calciatore polacco, di ruolo attaccante.
È gemello di Michał Żewłakow, anch'egli calciatore.

## Carriera

### Club
Iniziò la carriera nel Polonia Varsavia, per poi vestire la maglia dell'Hutnik Varsavia. Trasferitosi in Belgio nel 1998, militò per una stagione nel KSK Beveren e per sei stagioni nel R.E. Mouscron, prima di passare ai francesi del Metz nell'estate del 2005. Sei mesi dopo tornò in prestito ai belgi del Royal Excelsior Mouscron, poi passò nel giugno 2006 ai connazionali del Gent. Nel gennaio 2008 fu prestato ai belgi del Dender, mentre nel maggio 2008 si accasò all'APOEL, con cui vinse un campionato cipriota e due Supercoppe di Cipro. Con l'APOEL Nicosia giocò anche la fase a gironi della UEFA Champions League 2009-2010, in cui segnò un gol contro il Chelsea a Stamford Bridge (2-2). Dal 2010 al 2012 militò nel GKS Bełchatów, in patria, prima di chiudere la carriera nel Korona Kielce nel 2012-2013.

### Nazionale
Dal 2000 al 2004 ha disputato 25 partite con la Polonia segnando 5 reti, una delle quali nella fase finale del mondiale del 2002. All'esordio, nel 2000 contro la Francia, stabilì un record: lui e il gemello Michał divennero i primi gemelli a giocare insieme una partita in nazionale. Con il gemello partecipò anche al mondiale del 2002.

## Palmarès

### Club
- Campionato cipriota: 1

APOEL: 2008-2009
- Supercoppa di Cipro: 2

APOEL: 2008, 2009